# Рябиков, Павел Фёдорович
Павел Фёдорович Рябиков (24 марта 1875 — 27 августа 1932).

## Биография
Окончил Полоцкий кадетский корпус (1893), Константиновское артиллерийское училище (1896) и Николаевскую академию Генерального штаба (1901). Служил в Лейб-гвардии Финляндском полку, в артиллерийской бригаде, в штабе 3-го армейского корпуса.
Участник русско-японской войны, офицер штаба 2-й Маньчжурской армии.
С 1906 года служил в Главном управлении Генштаба. В 1910-14 годах — заведующий обучением Академии Генштаба.
Участник Первой мировой войны. Служил в разведотделении штаба 2-й армии, начальник разведотделения штаба Северного фронта, командовал пехотным полком. В 1917 году служил в Главном управлении Генштаба. С декабря 1917 года — на штабной работе в Красной армии. Участник Белого движения на Восточном фронте с лета 1918 года. Преподавал в военной академии, с мая 1919 года 2-й генерал-квартирмейстер Ставки, начальник штаба Восточного фронта. Участник Сибирского Ледяного похода.
С марта 1920 года — представитель атамана Г. М. Семенова в Китае и Японии. В эмиграции жил сначала в Китае, с 1927 года в Чехословакии. Преподаватель в Русском народном университете в Праге, член учебного комитета Высших военно-учебных курсов генерала Н.Н. Головина. Признан крупным специалистом в области теоретических разработок по организации агентурной разведки.